# Raimondo Sammartino Ramondetto
Raimondo Sammartino Ramondetto, duca S. Martino e VII principe del Pardo  (Catania, circa 1758 – Catania, 23 agosto 1842), è stato un nobile e politico italiano, primo patrizio di Catania, dopo la promulgazione della Costituzione siciliana del 1812. Fratello di Agatino San Martino Pardo.

## Biografia
Detto Pardetto, egli nacque attorno al 1758, figlio primogenito del VI principe del Pardo Francesco Sammartino Ramondetto (o San Martino - Ramondetta) e Reggio e della nobildonna Maria Eustachia Paternò e Tedeschi dei baroni di Manganelli.
Fu massone della loggia « L'Ardeur » di Catania, come accenna il teologo e viaggiatore danese Friederich Münter, emissario dell'Ordine degli Illuminati, nei suoi diari Aus den Tagebüchern (pubblicati postumi in Danimarca nel 1937), che riferì di essere stato ospitato (1786) in casa del Principe di Biscari accompagnato dal giovane Pardo "intelligente ed aperto"; poi, nuovamente incontrato, in occasione di una riunione in casa Pardo, dove Münter lesse un discorso scritto, appoggiato dal Segretario della loggia catanese Giacinto Gioeni.
Anni a venire, nell'agosto 1794, l'insistita oppressione borbonica contro i presunti giacobini di una cospirazione estesa fino in Sicilia, innescata nei neo-costituiti circoli giacobini scoperti a Palermo con Francesco Paolo Di Blasi, a Catania, a Siracusa e in altri centri minori, costringerà forse anche Sammartino a rifugiarsi in Calabria per un certo periodo.
Morì a Catania il 23 agosto 1842.

## Incarichi pubblici
Ricoprì importanti incarichi pubblici. Il principe e barone di Pardo Raimondo fu senatore a Catania negli anni 1798 e 1799; membro della Confraternita di Nostra Signora del SS. Rosario, sotto il titolo della Pace ovvero de' Bianchi di San Domenico di Messina nel 1803; console nobile dell'arte della seta nel 1812-1813; patrizio di Catania negli anni 1819-1821 e 1824; presidente del Consiglio generale della Valle di Catania (eletto il 30 aprile 1823 e, riconfermato, il 7 marzo 1836); e deputato del Molo di Catania negli anni 1832 e 1833.

### Assegnazione della borsa di studio a Vincenzo Bellini
La sua autorità di patrizio della città di Catania permise, nel 1819, di fare ottennere la borsa di 36 onze annue al compositore Vincenzo Bellini consentendogli di studiare al Real Conservatorio musicale di Napoli, previa una riunione indetta con il decurionato etneo nel maggio dello stesso anno.

## Famiglia
Il 2 agosto 1793 sposò la nobildonna Francesca Paola de Spucches, figlia unica di Antonino De Spucches e Amato duca di Santo Stefano di Briga e di Concetta La Via e Valguarnera, dalla quale ebbe i figli Francesco, Antonino e Rosalia.
Raimondo Sammartino indicò erede universale il primogenito, che assunse il titolo di principe, e nominò erede particolare il secondogenito, cui toccò il titolo di duca di Santo Stefano. I due fratelli convennero di dividere l'eredità "in due uguali porzioni sia nello attivo, che nel passivo": la materiale divisione fu praticata con atto del 14 giugno 1859 presso il notaio Francesco Spampinato.
Rosalia entrò in lite con lo zio Giuseppe de Spucches per la successione del titolo ducale: la causa si concluse nel 1801 con una sentenza favorevole alla figlia di Sammartino.
Il fratello di Raimondo, Agatino Sammartino († l'11 dicembre 1856), fu senatore di Catania negli anni 1812-'13 e professore nell'Università di Catania.

## Ascendenza e notizie intorno al ramo Pardo
|                                              |                                                                       |                                                                      | Genitori                                               |  |  | Nonni                                       |  |  | Bisnonni             |  |
|                                              |                                                                       |                                                                      |                                                        |  |  | Raimondo-Domenico San Martino e San Martino |  |  | Giovanni San Martino |  |
|                                              |                                                                       |                                                                      |                                                        |  |  | Raimondo-Domenico San Martino e San Martino |  |  | Giovanni San Martino |  |
|                                              |                                                                       | Maria Asmundo Paternò                                                |                                                        |  |  | Raimondo-Domenico San Martino e San Martino |  |  |                      |  |
| Francesco San Martino di Ramondetto e Reggio |                                                                       |                                                                      |                                                        |  |  | Raimondo-Domenico San Martino e San Martino |  |  |                      |  |
|                                              |                                                                       | Maria Reggio Gioeni                                                  | Gioacchino Reggio Corvino dei principi di Campofiorito |  |  |                                             |  |  |                      |  |
|                                              |                                                                       | Maria Reggio Gioeni                                                  | Gioacchino Reggio Corvino dei principi di Campofiorito |  |  |                                             |  |  |                      |  |
|                                              |                                                                       | Maria Reggio Gioeni                                                  | Isabella Gioeni                                        |  |  |                                             |  |  |                      |  |
| Raimondo 1758-1842                           |                                                                       | Maria Reggio Gioeni                                                  |                                                        |  |  |                                             |  |  |                      |  |
|                                              | Antonio III Alvaro Paternò Asmundo, VIII barone di Manganelli (†1769) | Giuseppe Alvaro Paternò e Scammacca VII barone di Manganelli (†1722) |                                                        |  |  |                                             |  |  |                      |  |
|                                              | Antonio III Alvaro Paternò Asmundo, VIII barone di Manganelli (†1769) | Giuseppe Alvaro Paternò e Scammacca VII barone di Manganelli (†1722) |                                                        |  |  |                                             |  |  |                      |  |
|                                              | Antonio III Alvaro Paternò Asmundo, VIII barone di Manganelli (†1769) | Agata Asmondo e Landolina dei baroni di Gisira                       |                                                        |  |  |                                             |  |  |                      |  |
| Maria Eustachia Paternò Tedeschi             | Antonio III Alvaro Paternò Asmundo, VIII barone di Manganelli (†1769) |                                                                      |                                                        |  |  |                                             |  |  |                      |  |
|                                              |                                                                       | Agata Tedeschi e Tedeschi dei marchesi del Casalotto                 | Antonino Tedeschi                                      |  |  |                                             |  |  |                      |  |
|                                              |                                                                       | Agata Tedeschi e Tedeschi dei marchesi del Casalotto                 | Antonino Tedeschi                                      |  |  |                                             |  |  |                      |  |
|                                              |                                                                       | Agata Tedeschi e Tedeschi dei marchesi del Casalotto                 | .... Tedeschi                                          |  |  |                                             |  |  |                      |  |
|                                              |                                                                       | Agata Tedeschi e Tedeschi dei marchesi del Casalotto                 |                                                        |  |  |                                             |  |  |                      |  |